# Asklepiades von Tragilos
Asklepiades von Tragilos (lateinisch Asclepiades Tragilensis) war ein griechischer Mythograph aus dem vierten Jahrhundert v. Chr. Er war ein Schüler des Isokrates. Von seinem Tragodoumena („Von den Tragödiendichtern behandelte Stoffe“) sind nur Fragmente erhalten. Fragmente seines Werkes fanden Aufnahme in der von Felix Jacoby herausgegebenen Sammlung Die Fragmente der griechischen Historiker (Nr. 12).